# Шилдс, Шейвон
Шейвон О’Дэй Шилдс (англ. Shavon O'Day Shields; род. 5 июня 1994, Оверленд-Парк, штат Канзас, США) — американский и датский профессиональный баскетболист, играющий на позиции лёгкого форварда.

## Карьера
В августе 2016 года Шилдс подписал первый профессиональный контракт со «Скайлайнерс». В 16 матчах Лиги чемпионов ФИБА Шейвон набирал в среднем 13,6 очка и 5,1 подбора. В 26 матчах чемпионата Германии его статистика составила 14,0 очка, 5,3 подбора и 1,7 передачи.
В конце сезона 2016/2017 Шилдс перешёл в «Доломити Энергию». В 18 матчах чемпионата Италии Шейвон отметился 10,1 очками и 3,3 подборами в среднем за игру.
В июле 2017 года «Доломити Энергия» продлила контракт с Шилдсом. В сезоне 2017/2018 показатели Шейвона в Еврокубке составили 11,7 очка, 3,1 подбора и 2,3 передачи. В чемпионате Италии набирал в среднем 13,1 очка, 3,6 подбора и 2,6 передачи.
С 2018 по 2020 год Шилдс выступал за «Басконию», с которой стал чемпионом Испании.
В июле 2020 года Шилдс перешёл в «Олимпию Милан». В своём первом сезоне в составе команды Шейвон стал победителем Кубка и Суперкубка Италии.
В мае 2021 года Шилдс был признан «Самым ценным игроком» недели в Евролиге. 4 мая Шейвон набрал 34 очка в решающем пятом матче серии 1/4 финала против «Баварии» (92:89). Также на его счету 5 подборов, 2 передачи и 2 перехвата. Рейтинг эффективности Шилдса составил 41 балл.
По итогу сезона 2020/2021 Шилдс был включён во вторую сборную всех звёзд Евролиги. В 36 матчах его статистика составила 13,8 очка, 4,0 подбора и 1,1 перехвата.
В сентябре 2021 года Шилдс подписал новый 2-летний контракт с «Олимпией Милан».
По окончании сезона 2021/2022 Шилдс вновь был включён во вторую сборную всех звёзд Евролиги. Несмотря на то, что Шейвон в середине регулярного сезона пропустил 14 игр из-за травмы правой руки, он был лидером «Олимпии Милан» на площадке до и после травмы. Шилдс помог команде финишировать на 3 месте в регулярном сезоне с результатом 19-9. Шейвон лидировал в команде как по результативности (13,0 очков), так и по количеству сыгранных минут (29:48). Травма не помешала Шилдсу установить лучшие в карьере показатели по подборам (4,0), передачам (2,8) и перехватам (1,1).

## Сборная Дании
Летом 2013 года Шилдс выступал за сборную Дании (до 20 лет).

## Личная жизнь
Шейвон Шилдс сын члена Зала славы НФЛ Уилла Шилдса. Мать Шейвона, Сеня — датчанка.

## Достижения
- Бронзовый призёр Евролиги: 2020/2021
- Чемпион Испании: 2019/2020
- Чемпион Италии: 2021/2022
- Обладатель Кубка Италии: 2021
- Обладатель Суперкубка Италии: 2020